# FC Starye Dorogi
El FC Starye Dorogi es un equipo de fútbol de Bielorrusia que juega en la Primera Liga de Minsk, una de las ligas regionales que conforman la cuarta división de fútbol en el país.

## Historia
Fue fundado en el año 1976 en la ciudad de Starye Dorogi en la provincia de Minsk con el nombre FC Vympel, el cual cambiaron en 1987 por el de FC Stroitel Starye Dorogi.
El club jugó las últimas 6 temporadas de la Liga Soviética de Bielorrusia hasta que en 1992 se convierte en uno de los equipos fundadores de la Liga Premier de Bielorrusia, hasta que descendieron en la temporada de 1993/94.
Mientras formaba parte de la Primera División de Bielorrusia el club termina en último lugar en la temporada de 1996, en la cual pierde sus 24 partidos en donde anotó 6 goles y recibió 97, pero no descendió debido a que la segunda categoría tuvo una expansión de equipos para la siguiente temporada pasando de 13 a 16. Al final de cuentas, descendieron en 1997 a la Segunda División de Bielorrusia.
El club permaneció en la tercera categoría hasta el año 200 cuando desciende a las ligas provinciales y cambia su nombre por el que tiene actualmente.